# Thuận Hóa, Huế
Thuận Hóa là một phường và là thủ phủ của thành phố Huế, Việt Nam. Đây là phường có diện tích nhỏ nhất của thành phố Huế.

## Lịch sử
Nguyên xưa, đây là vùng đất phía nam Kinh thành Huế của nhà Nguyễn, thuộc địa bàn huyện Hương Thủy, phủ Thừa Thiên. Ngày 12 tháng 7 năm 1899, dưới tác động của chính quyền thực dân Pháp, vua Thành Thái đã ban Dụ thành lập thị xã Huế (Centre urbain de Hué), với địa phận được quy định bao gồm cả Kinh thành và các vùng phụ cận quanh và dải đất dọc theo bờ nam sông Hương (tức bao gồm cả một số làng thuộc các huyện Hương Trà, Hương Thủy, phủ Thừa Thiên. Tuy nhiên, đến năm 1935, Huế mới chính thức trở thành đơn vị hành chính độc lập, không còn tình trạng nhập nhằng địa giới xen với các huyện Hương Trà, Hương Thủy. Thị xã Huế được tổ chức thành 21 phường. Địa bàn phường Thuận Hóa ngày nay chủ yếu thuộc địa phận các phường giáp Kinh thành, nằm phía hữu ngạn sông Hương, gồm Phú Hội, Phú Nhuận, Phú Ninh, Phú Vĩnh và một phần của huyện Hương Thủy.
Sau Cách mạng tháng 8 1945, chính quyền Việt Minh đã đổi tên phủ Thừa Thiên thành tỉnh Nguyễn Tri Phương được hơn 1 tháng, sau đó đổi lại thành tỉnh Thừa Thiên. Đến ngày 21 tháng 12 năm 1945, Chủ tịch Chính phủ Cách mạng lâm thời Việt Nam Dân chủ Cộng hòa ký Sắc lệnh số 77, đặt Huế là thị xã và sau đó, thành phố còn có tên Thuận Hóa, trực thuộc Trung Kỳ, gồm có 8 khu phố. Năm 1947, thị xã Huế được chính quyền Việt Nam Dân chủ Cộng hòa tổ chức lại thành 3 quận và 8 khu phố. Địa bàn phường Thuận Hóa ngày nay gần tương ứng với Quận Ba, bao gồm 4 khu phố (tương ứng với 4 phường trước 1945) và một phần của huyện Hương Thủy, tỉnh Thừa Thiên. 
Về phía chính quyền thực dân Pháp, sau khi tái kiểm soát được Huế, đầu năm 1947, về mặt hành chính, thành phố Huế thuộc tỉnh Thừa Thiên, vẫn bao gồm 21 phường như trước 1945. Sau khi Việt Nam Cộng hòa được thành lập, chính phủ Ngô Đình Diệm đã ra Nghị định số 2058-ND/CP ngày 23 tháng 10 năm 1956, tổ chức Huế thành 3 quận. Địa bàn phường Thuận Hóa ngày nay thuộc quận Hữu Ngạn, gồm 2 khu là Khu A (phường Phú Vĩnh và Phú Ninh) và Khu B (phường Phú Nhuận và Phú Hội) và một phần quận Hương Thủy của tỉnh Thừa Thiên. Ngày 10 tháng 11 năm 1956, Bộ Nội vụ chính quyền Việt Nam Cộng hòa ra Thông tư số 4.107–BNV/HC, thông báo danh xưng hành chính của Huế là “đô thị Huế”, đặt dưới quyền quản trị của một Đô trưởng chỉ định và Hội đồng đô thị. Ngày 21 tháng 1 năm 1959, với Sắc lệnh số 23-TTP, Đô thị Huế được đổi thành Thành phố Huế, đến ngày 31 tháng 5 năm 1964, Sắc lệnh số 669–BNV/NC của Tổng trưởng Nội vụ đã đổi các thành phố Huế, Đà Nẵng và Đà Lạt thành thị xã.
Ngày 19 tháng 6 năm 1967, chính quyền Sài Gòn ra Nghị định số 1455-NĐ/ĐUHC, chia thị xã Huế thành 3 quận. Quận Hữu Ngạn được đổi thành Quận Ba. Nghị định số 319/BNV/NC/19 ngày 4 tháng 8 năm 1968, quy định địa phận thị xã Huế gồm 10 khu phố, 22 khóm và 11 vạn trực thuộc 3 quận. Địa bàn phường Thuận Hóa ngày nay gần tương ứng với Quận Ba gồm 2 khu phố là Vĩnh Ninh (có 2 khóm gồm Phú Ninh, Phú Vĩnh) và Vĩnh Lợi (có 2 khóm gồm Phú Hội, Phú Nhuận) và chồng lấn với các xã Thủy Phước, Thủy Trường, Thủy Xuân thuộc quận Hương Thủy, tỉnh Thừa Thiên.
Sau khi kiểm soát được Huế, tháng 6 năm 1975, Chính phủ Cách mạng lâm thời Cộng hòa miền Nam Việt Nam đã tổ chức lại hành chính, xóa bỏ cấp quận và hình thành 11 khu phố trực thuộc thành phố Huế. Ngày 27 tháng 12 năm 1975, Quốc hội khóa V ra Nghị quyết về hợp nhất tỉnh Bình Trị Thiên. Thành phố Huế được chỉ định là tỉnh lỵ của tỉnh Bình Trị Thiên, gồm 17 phường, xã. Qua 2 lần điều chỉnh mở rộng, đến đầu năm 1977, thành phố Huế có 11 phường. Địa bàn phường Thuận Hóa ngày nay, lúc bấy giờ gần tương ứng với địa bàn các phường Vĩnh Ninh, Vĩnh Lợi và các xã Thủy Trường, Thủy Phước, Thủy Xuân (tách ra từ huyện Hương Thủy, lúc này đã được sáp nhập với huyện Phú Vang để thành lập huyện Hương Phú).
Ngày 6 tháng 1 năm 1983, Hội đồng Bộ trưởng ra Quyết định số 3-HĐBT phân vạch địa giới một số xã, phường và thị trấn thuộc tỉnh Bình Trị Thiên, theo đó, thành lập phường Phường Đúc trên cơ sở tách khu vực Lịch Đợi của phường Vĩnh Ninh và thôn Thượng Năm của xã Thủy Xuân, cũng như đổi tên các xã thành phường gồm xã Thủy Phước thành phường Phước Vĩnh và xã Thủy Trường thành phường Trường An. Ngày 1 tháng 7 năm 1989, tỉnh Bình Trị Thiên được tách ra thành 3 tỉnh Quảng Bình, Quảng Trị và Thừa Thiên Huế. Thành phố Huế trực thuộc tỉnh Thừa Thiên Huế.
Ngày 30 tháng 11 năm 2024, Ủy ban Thường vụ Quốc hội ban hành Nghị quyết số 1314/NQ-UBTVQH15 về việc sắp xếp đơn vị hành chính cấp huyện, cấp xã của thành phố Huế giai đoạn 2023 – 2025 (nghị quyết có hiệu lực từ ngày 1 tháng 1 năm 2025). Theo đó, tỉnh Thừa Thiên Huế được tổ chức thành thành phố Huế mới trực thuộc trung ương. Thành phố Huế thuộc tỉnh trước đây được giải thể để tổ chức thành các đơn vị hành chính mới. Các phường Phú Hội, Phú Nhuận, Phường Đúc, Vĩnh Ninh, Phước Vĩnh và Trường An được tổ chức thuộc quận Thuận Hóa thuộc thành phố Huế mới được thành lập.
Ngày 12 tháng 6 năm 2025, Ủy ban Thường vụ Quốc hội ban hành Nghị quyết số 1675/NQ-UBTVQH15 về việc sắp xếp các đơn vị hành chính cấp xã của thành phố Huế. Theo đó, sáp nhập toàn bộ diện tích tự nhiên, quy mô dân số của các phường Phú Hội, Phú Nhuận, Phường Đúc, Vĩnh Ninh, Phước Vĩnh và Trường An thành phường mới có tên gọi là phường Thuận Hóa.

## Hình ảnh

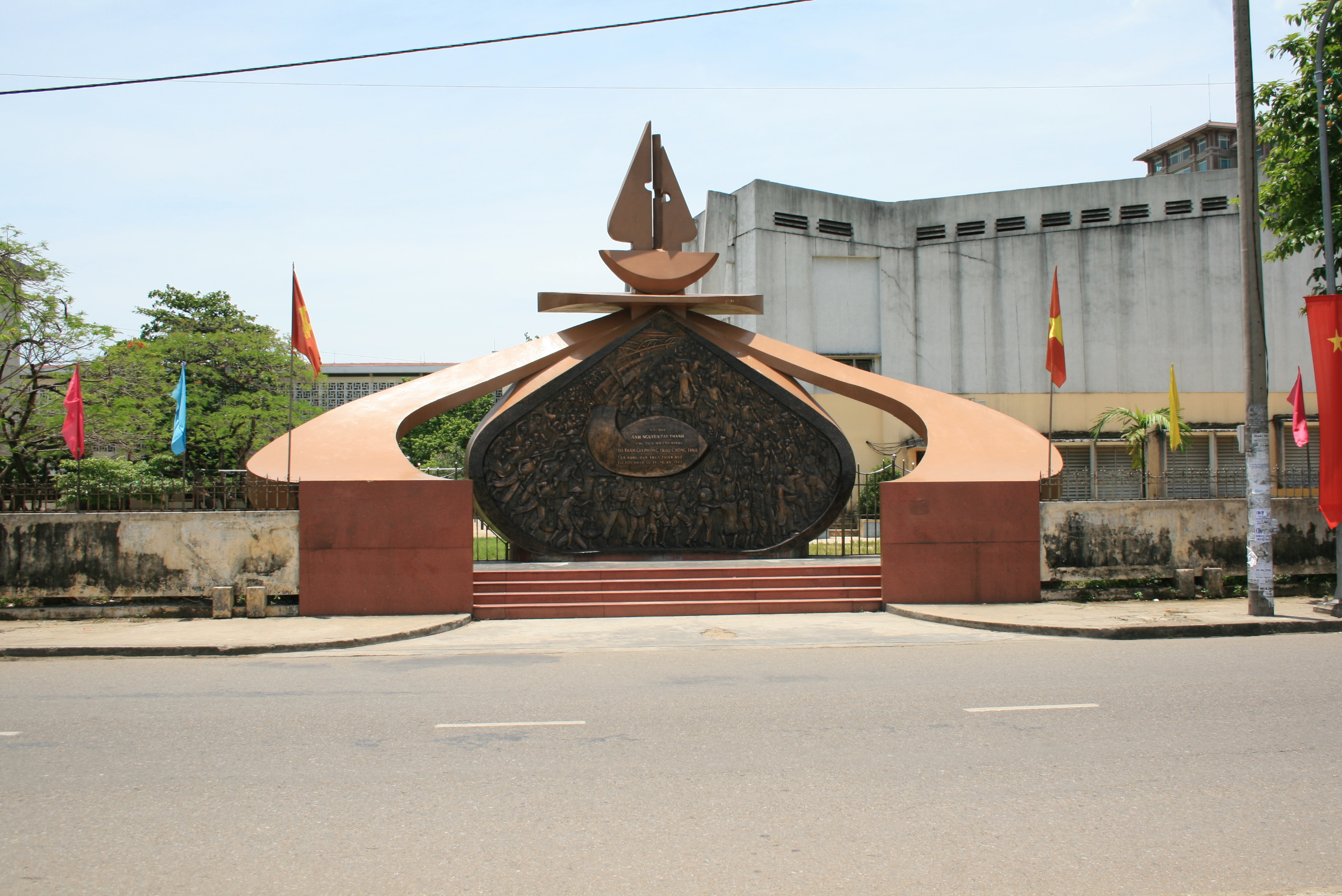
Biểu tượng Nguyễn Tất Thành tham gia phong trào đấu tranh chống thuế (phía trước trường Đại học Sư phạm Huế)
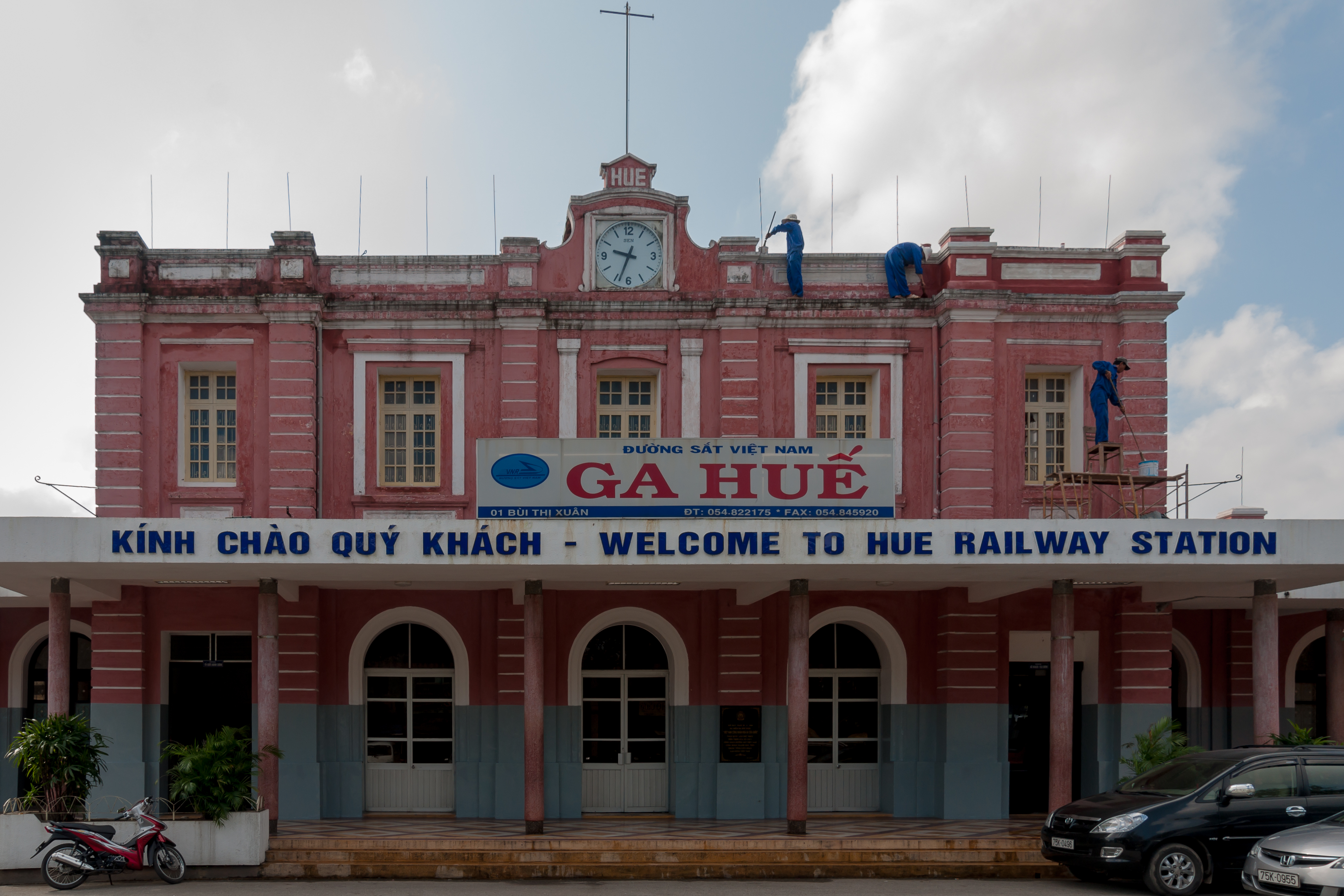
Ga Huế
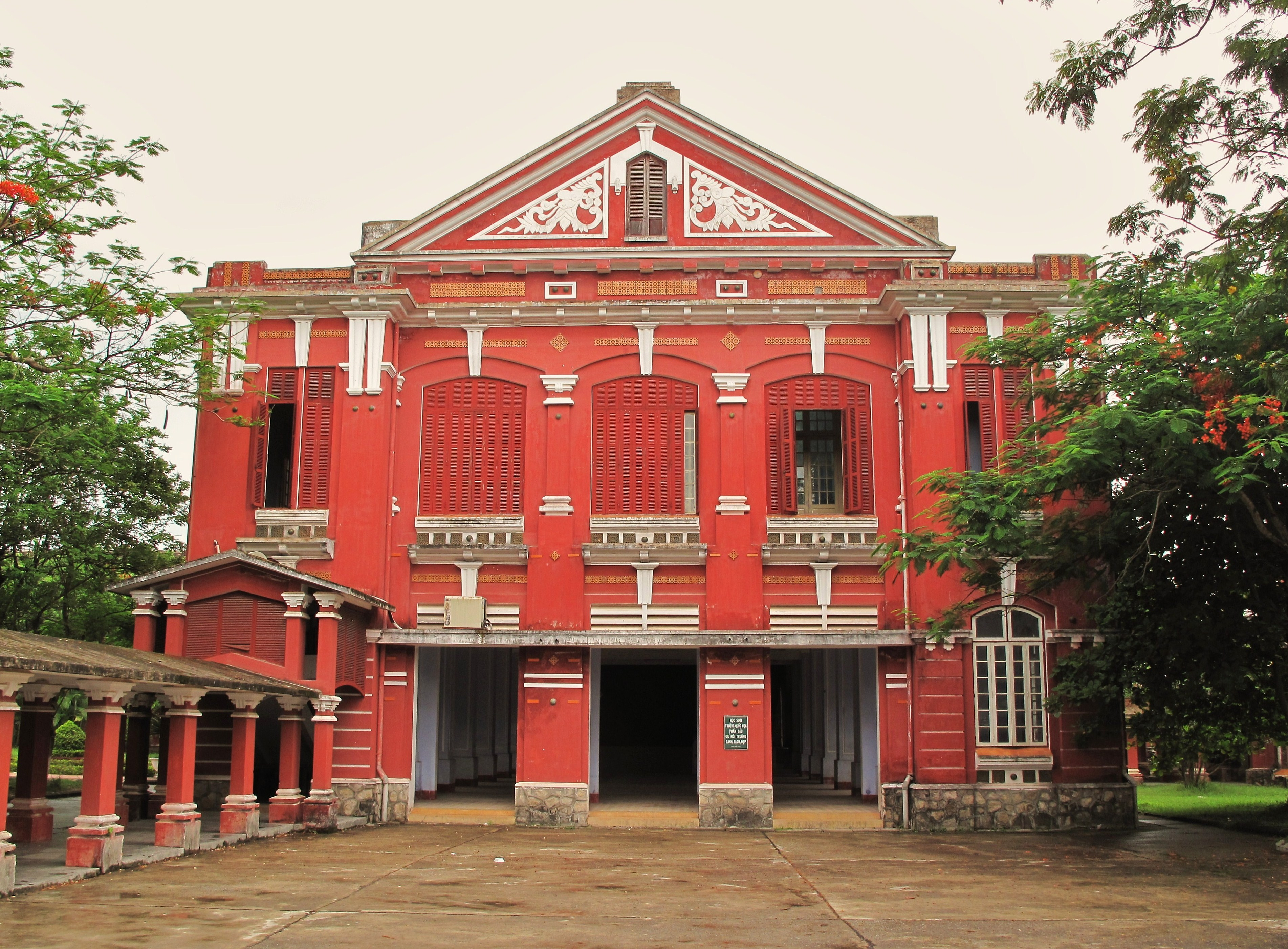
Trường Trung học phổ thông chuyên Quốc Học
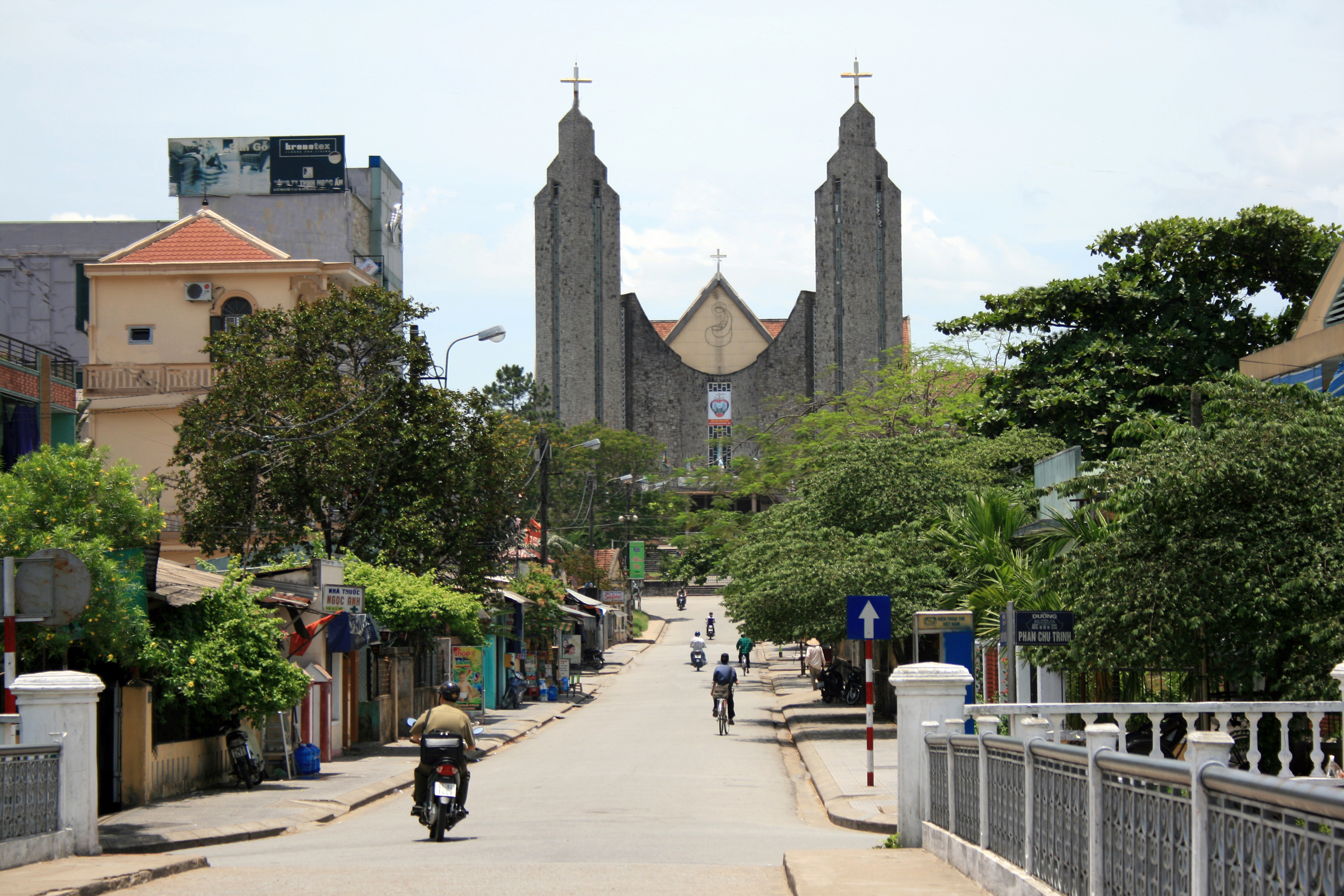
Đường Nguyễn Trường Tộ dẫn vào nhà thờ chính tòa Phủ Cam
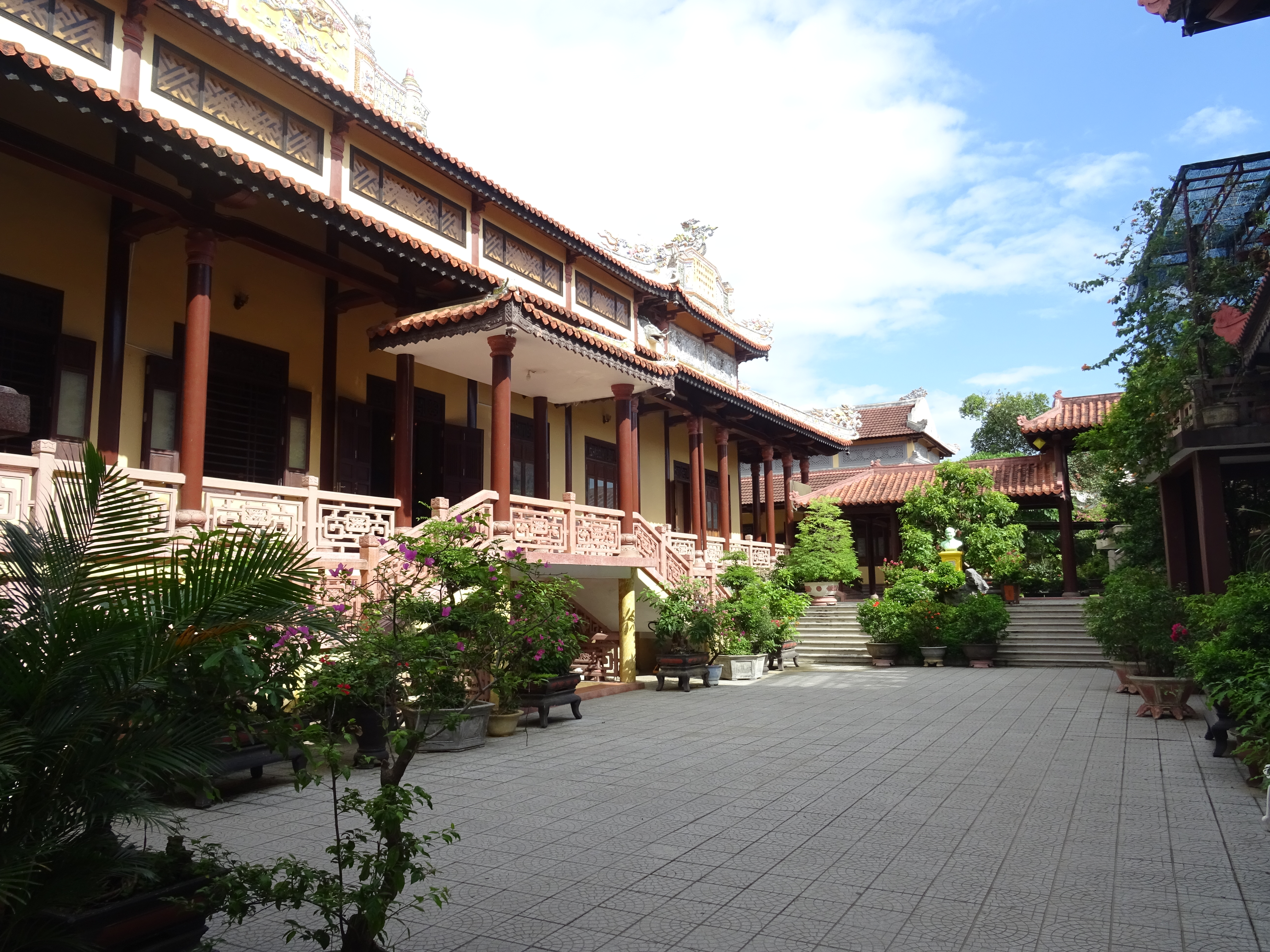
Chùa Từ Đàm
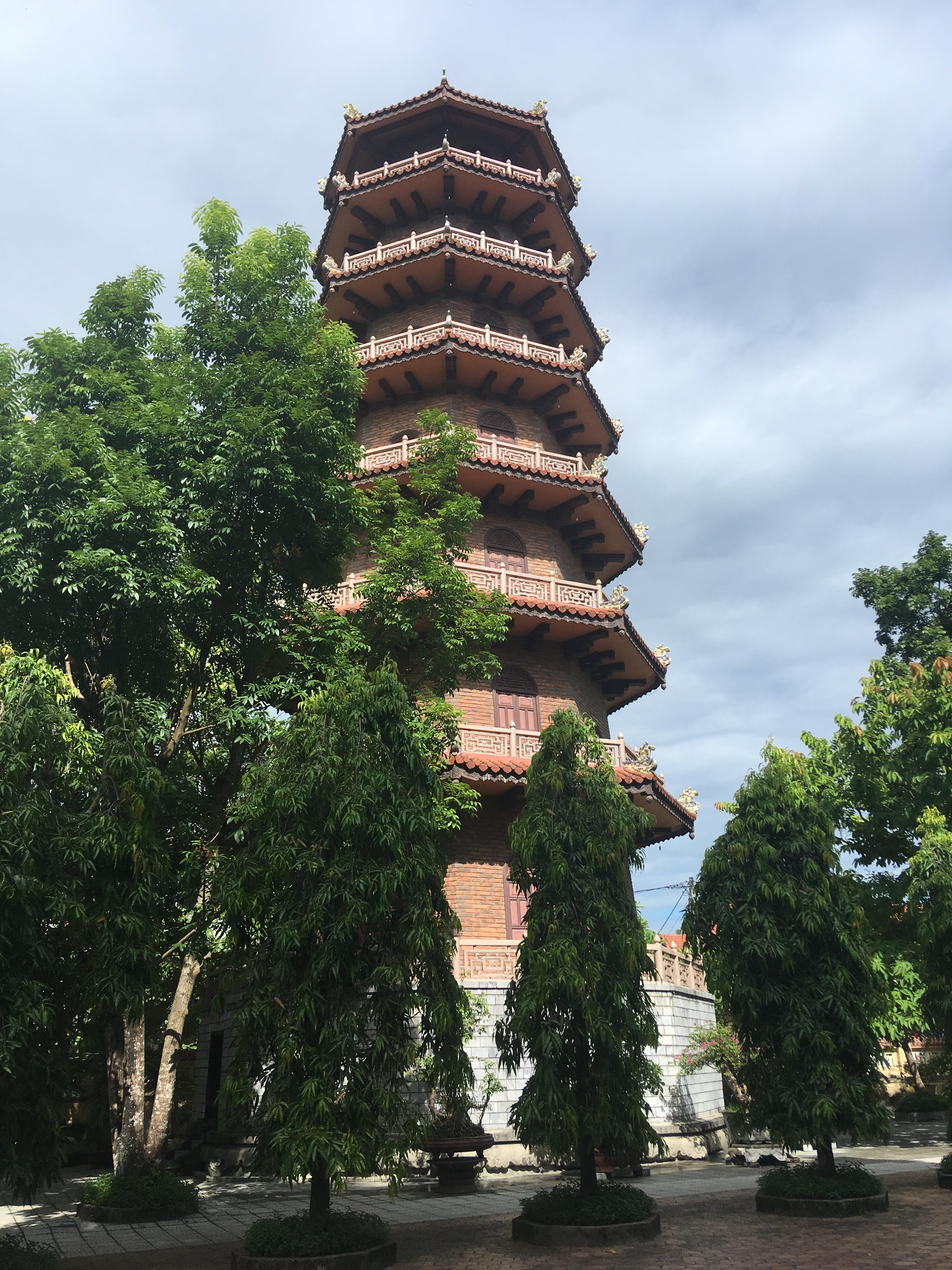
Chùa Từ Đàm
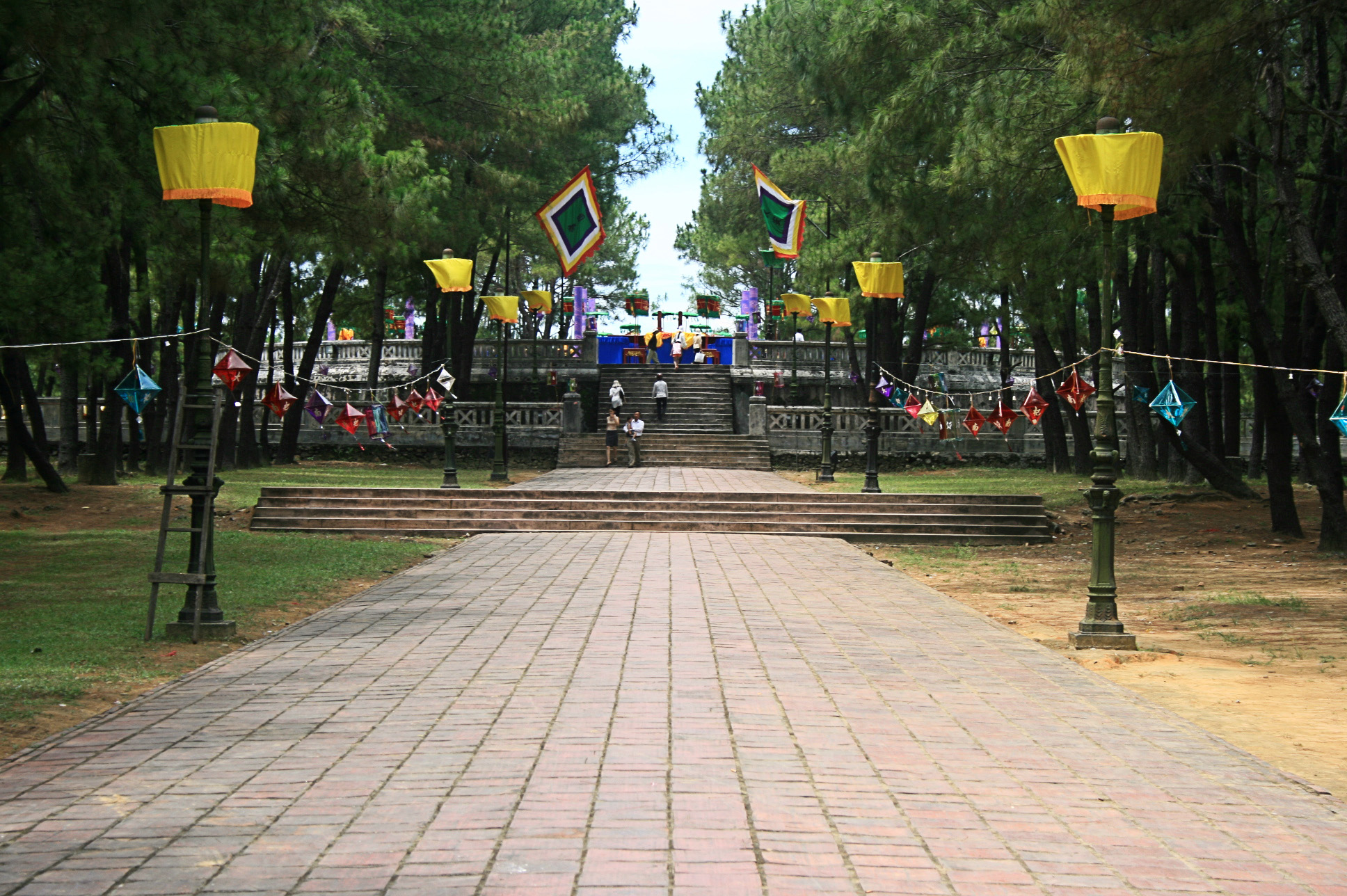
Đàn Nam Giao